# Paul Nipkow
Paul Nipkow, né le 22 août 1860 à Lauenburg, en Allemagne, mort le 24 août 1940, à Berlin, est un ingénieur allemand, inventeur d'un dispositif précurseur de la télévision en 1884 (le disque de Nipkow), système qu'il mettra en œuvre d'une façon publique en 1928. Il est considéré comme un des principaux inventeurs de la télévision.

## Biographie

### Ses études
Paul Nipkow est le fils du maître-boulanger et premier échevin de la ville Friedrich Wilhelm Nipkow, d’ascendance cachoube. Il fréquenta le collège de Lauenburg-en-Poméranie, puis à partir de 1880 le lycée royal de Neustadt en Prusse-Occidentale. Encore lycéen, il s’adonnait déjà à des expériences simples de téléphonie. Il obtint son baccalauréat à la Pâques de 1882 et partit étudier les mathématiques et les sciences physiques l’université Humboldt de Berlin, pour devenir professeur de sciences. Il suivit aussi les cours d’optique physiologique d'Helmholtz et ceux d’électrotechnique d'Adolf Slaby à l’Institut technique de Charlottenbourg.

### Le disque de Nipkow

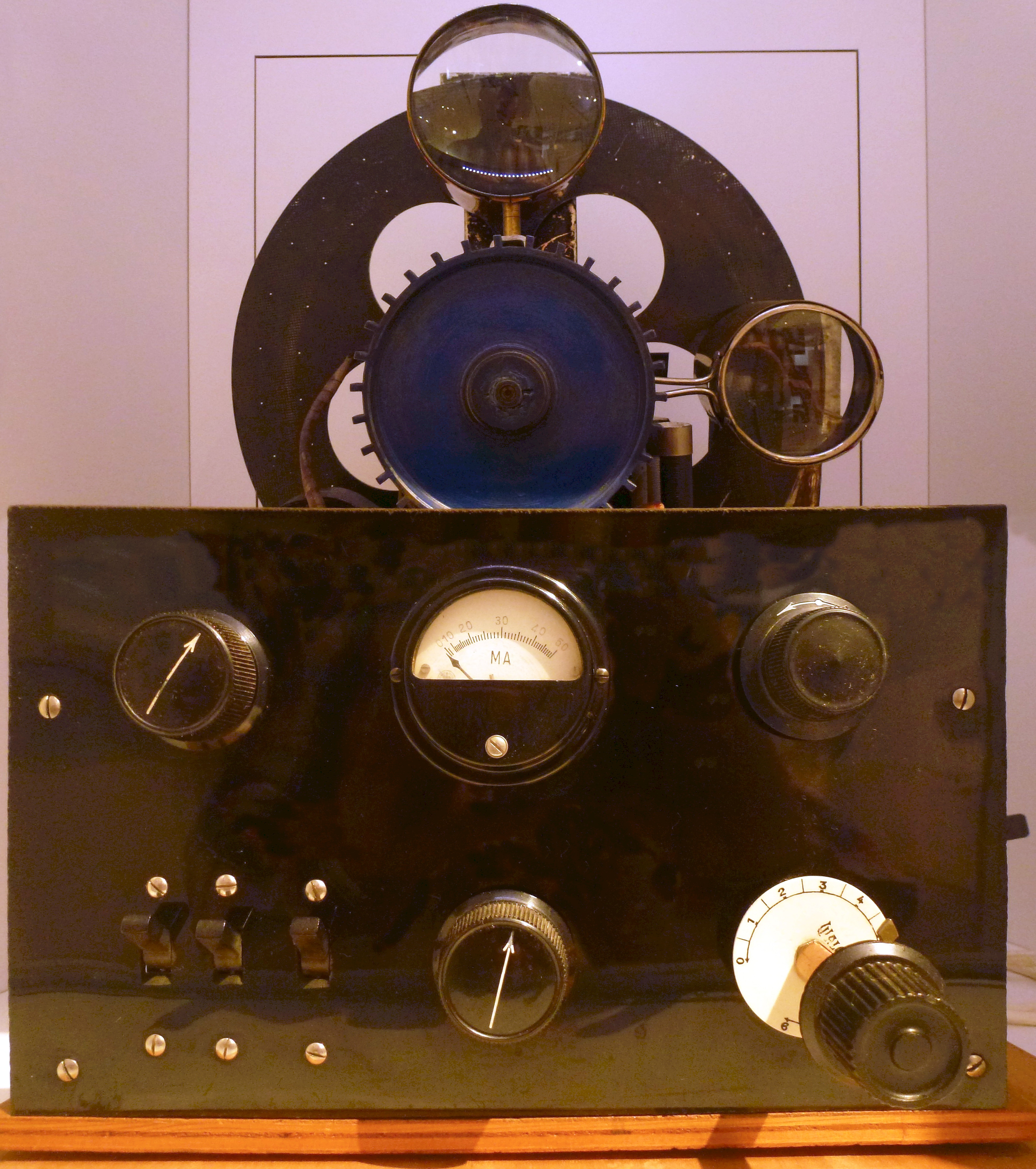
L'appareil de Nipkow au musée national pour les sciences et la technologie de Stockholm.

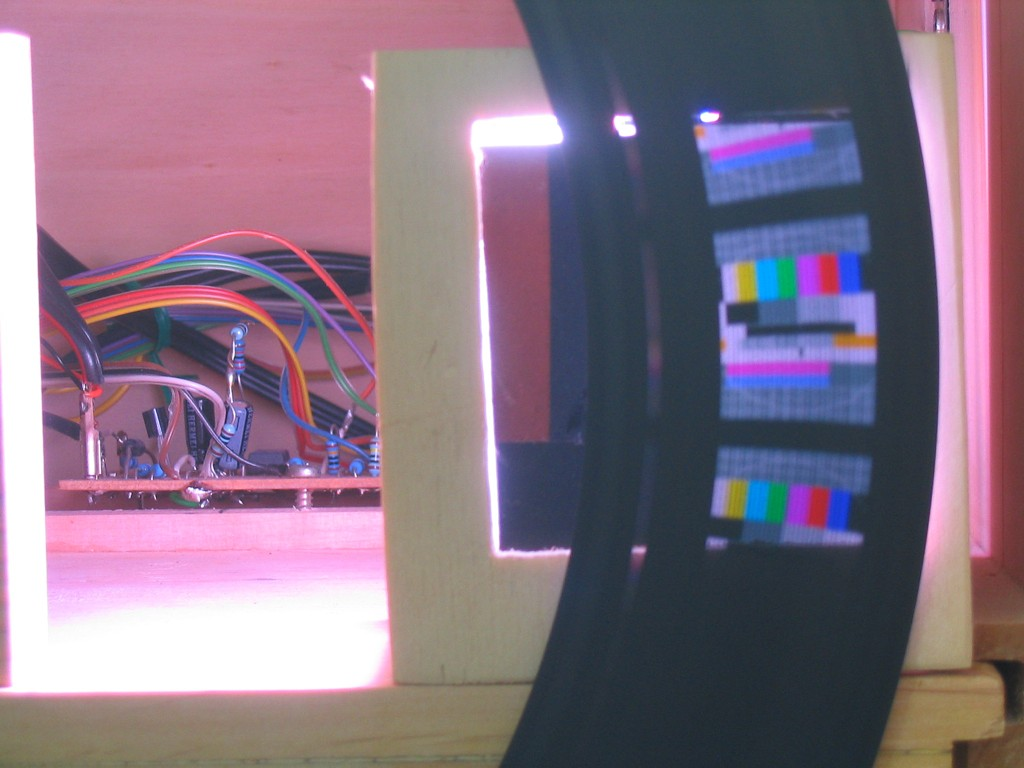
Synthèse d'image en couleurs 32 couches grâce à au disque de Nipkow.

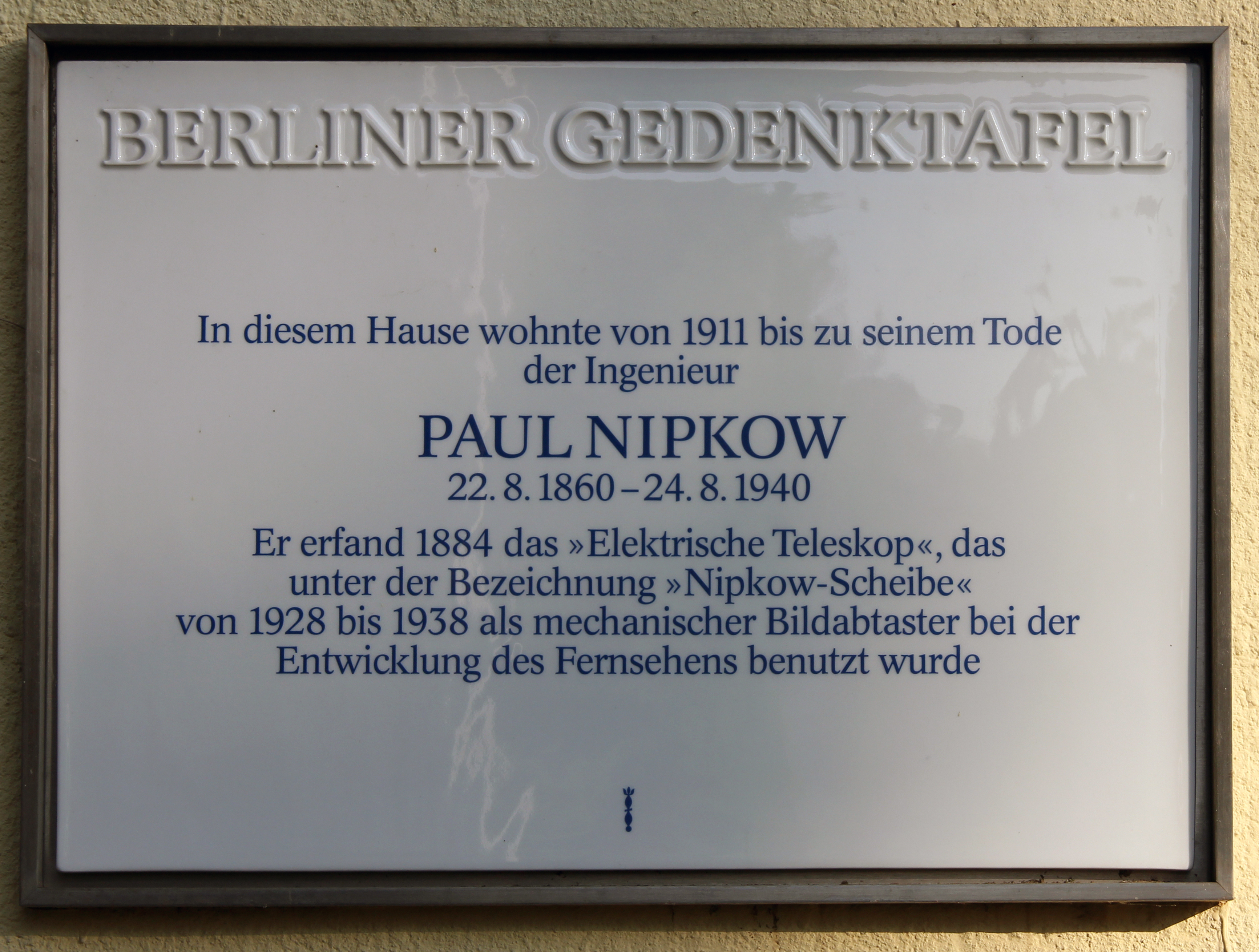
Plaque commémorative à Berlin-Pankow.

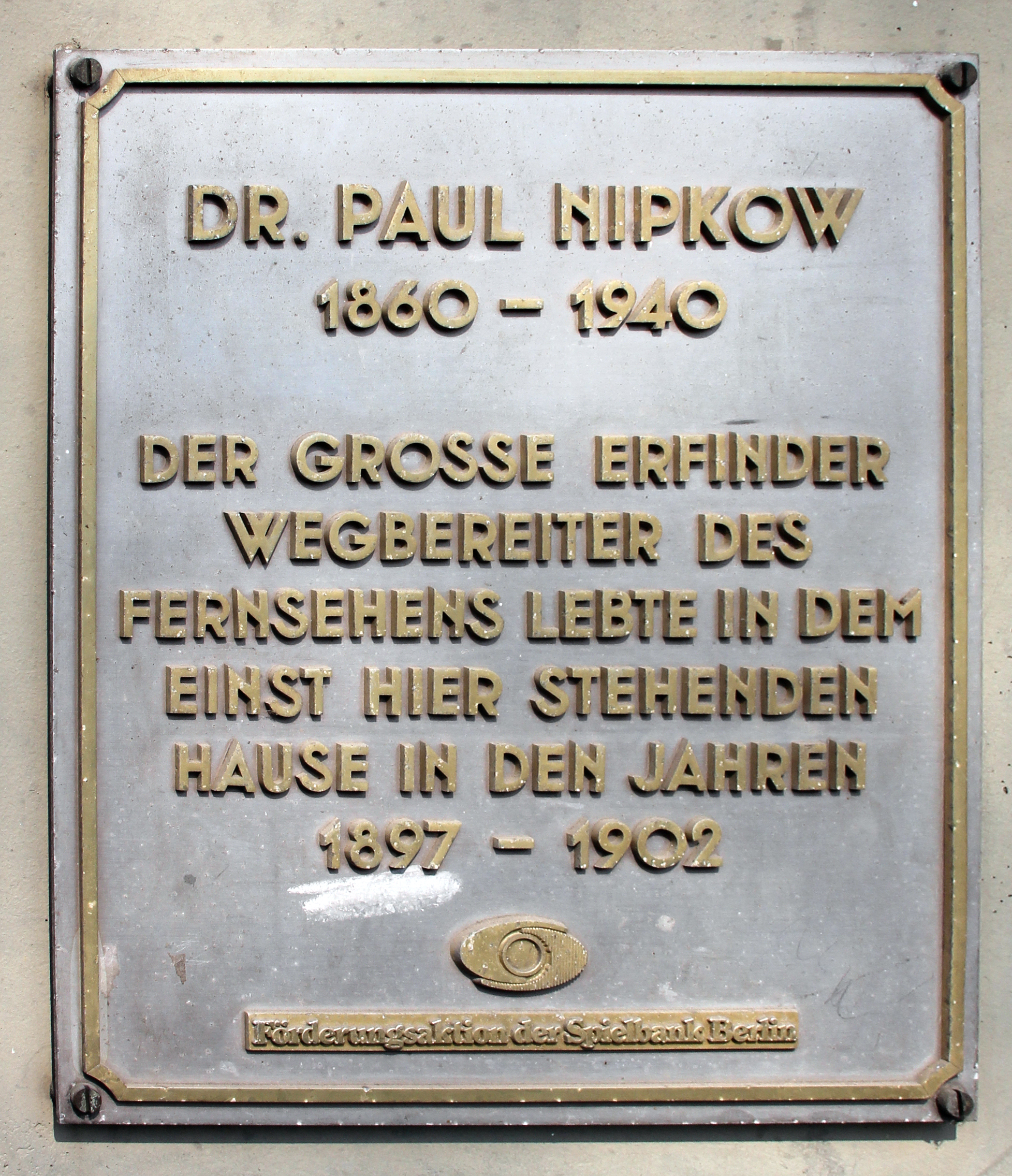
Plaque commémorative en façade du no 2 Uferstraße à Berlin-Gesundbrunnen, où résidait Nipkow.

Disque de Nipkow.

Il n'est encore qu'étudiant lorsqu'il découvre son « disque à décomposer les images » (Scheibe zur Bildzerlegung). D'après ses propres souvenirs, l'idée lui en serait venue le soir de Noël 1883, alors qu'il observait assis sa lampe à pétrole dans son appartement meublé du n°13a de la Phillipstrasse, à Berlin-Mitte : il s'agissait de recomposer une image couleur par projection d'une mosaïque de points de couleurs sur un disque spiralé. La nouveauté, c'était la forme de disque perforé en spirale, car le principe de la décomposition d'une image en points avait été appliqué aux transmissions télégraphiques bien avant la naissance de Nipkow par l’Écossais Alexander Bain.
Il déposa un brevet pour ce disque auprès du Bureau impérial des brevets de Berlin dans la rubrique « appareils électriques, sous le titre de « télescope électrique » destiné à « la restitution électrique d'objets lumineux. » Il obtint l'enregistrement officiel du brevet le 15 janvier 1885 avec effet rétroactif au 6 janvier 1884 ; on ignore toutefois si Nipkow a jamais perçu des droits pour l'usage de son disque. Il est permis de supposer qu'il n'a jamais fabriqué lui-même cet appareil, et comme aucun industriel ne manifesta d'intérêt pour cette invention, les droits s'éteignirent au bout de 15 ans.
Passionné d'aviation, il construit lui-même un engin volant, dont la conception évoque celle des hélicoptères.

### Ingénieur
Au cours de l'été 1885, Paul Nipkow interrompit ses études pour des raisons financières. Le 12 décembre 1885, il épousa une camarade de l'université, Sophia Colonius, qui l'encourageait beaucoup dans son activité d'inventeur : elle avait, alors qu'ils n'étaient encore que fiancés, payé de ses deniers l'enregistrement du brevet du télescope électrique, le 6 janvier 1884. Mais Nipkow devait à présent gagner sa vie : il s'enrôla d'abord comme volontaire dans le régiment ferroviaire de Berlin-Schöneberg. Au bout d'un an de service, la compagnie Zimmermann & Buchloh de Borsigwalde, spécialisée dans la signalisation ferroviaire, l'embaucha comme ingénieur de production le 1er octobre 1886.

### Les débuts de la télévision
Après la Première Guerre mondiale, les tentatives de transmettre des images électriquement en émettant à haute fréquence se multipliaient en Allemagne, et les appareils de télévision utilisaient tous un dispositif de balayage opto-mécanique exploitant la persistance rétinienne, le plus souvent du type du disque de Nipkow. Cela poussa Paul Nipkow à reprendre ses expériences dans ce domaine, et bientôt il déposa un nouveau brevet, celui d'un « dispositif pour permettre la synchronisation d'appareils pour la formation d'image, exploitant la connexion de tous les émetteurs et récepteurs participant à la télévision, à un seul et même réseau d'alimentation de courant alternatif ». Les premiers systèmes de télévision opérationnel (C. Francis Jenkins aux États-Unis en 1925, John Logie Baird au Royaume-Uni en 1926) recourent au disque de Nipkow. Mais dès l'hiver 1932-33, le système de balayage électronique de Manfred von Ardenne s'imposait par la qualité infiniment supérieure de l'image, et l'invention de Nipkow ne fut plus utilisée qu'en Angleterre, pour seulement quelques années encore. Dès les années 1930, les progrès techniques de la télévision furent désormais essentiellement attribués à von Ardenne, Allen B. DuMont, Philo T. Farnsworth et Vladimir Kosma Zworykin.

### Distinctions et reconnaissance officielle
Un des premiers émetteurs de télévision publique au monde, mis en service le 22 mars 1935, soit trois ans après celui de la BBC, marque une étape cruciale dans la diffusion de la télévision : baptisé Fernsehsender Paul Nipkow, il mettait en œuvre une variante mécanique du disque de Nipkow. À partir de 1935, le régime nazi valorise Nipkow, déclaré grand inventeur national au même titre que Gutenberg. Nipkow fut élu président d’honneur de la Communauté des gens de télévision (Fernseharbeitsgemeinschaft) fondée sous les auspices de la Reichsrundfunkkammer. Le directeur de la télédiffusion du Reich évoqua à cette occasion le « pionnier de la télévision allemande » qui eut, le premier, « l'idée générale de télévision ». À l'occasion de son 75e anniversaire, l'université Johann Wolfgang Goethe de Francfort-sur-le-Main l'a fait docteur honoris causa ès sciences. Sa ville natale de Lauenburg l'avait fait citoyen d'honneur en 1937. Nipkow, mort à Berlin en 1940, fut inhumé dans le cimetière de Pankow III, division C-13.